# 何敏豪
何敏豪（1958年7月10日—），臺灣政治人物，臺中市東區「何派」人物，父親是民主進步黨大老何春木。

## 經歷
曾任第三屆國民大會代表；2001年以台灣團結聯盟黨籍當選立法委員，2004年連任。
2008年代表民主進步黨參選臺中市第三選舉區立法委員，敗給國親聯盟提名的黃義交。

## 選舉紀錄
| 年度 | 選舉屆數               | 選舉區           | 所屬政黨     | 得票數 | 得票率 | 當選標記 | 備註 |
| ---- | ---------------------- | ---------------- | ------------ | ------ | ------ | -------- | ---- |
| 1991 | 第二屆國民大會代表選舉 | 臺中市第二選舉區 | 民主進步黨   | 26,646 | 18.10% |          |      |
| 1996 | 第三屆國民大會代表選舉 | 臺中市第二選舉區 | 民主進步黨   | 31,948 | 15.90% |          |      |
| 2001 | 第五屆立法委員選舉     | 臺中市選舉區     | 台灣團結聯盟 | 42,114 | 9.74%  |          |      |
| 2004 | 第六屆立法委員選舉     | 臺中市選舉區     | 台灣團結聯盟 | 34,565 | 8.68%  |          |      |
| 2008 | 第七屆立法委員選舉     | 臺中市第三選舉區 | 民主進步黨   | 59,969 | 43.21% |          |      |

## 外部連結
- 立法院
- 何敏豪‧風雲再起
- 線上大國民 Mighty People Online - 立法委員資料 – 何敏豪